# Thiên Hỏa Đồng Nhân

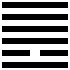
Đồ hình quẻ Thiên hỏa đồng nhân

Quẻ Thiên Hỏa Đồng Nhân, đồ hình |:|||| còn gọi là quẻ Đồng Nhân (同人 tong2 ren2), là quẻ số 13 trong Kinh Dịch.
- Nội quái là ☲ (|:| 離 li2) Ly hay Hỏa (火).
- Ngoại quái là ☰ (||| 乾 qian2) Càn hay Trời (天).

Giải nghĩa: Thân dã. Thân thiện. Trên dưới cùng lòng, cùng người ưa thích, cùng một bọn người. Hiệp lực đồng tâm chi tượng: tượng cùng người hiệp lực.
Kiến giải của người Việt: Con người đạt đến mức độ giao hội cùng vũ trụ, đồng nhân cao nhất, mức độ hoà đồng siêu việt,